# コロネーション (1838年生の競走馬)
コロネーション（英語: Coronation、1838年生）は、イギリスで生産・調教されたサラブレッドの競走馬、種牡馬。
1840年8月から1841年9月までの間に7戦し、デビューから第62回ダービーステークスを含む6連勝を挙げた。その後第66回セントレジャーステークスで惜敗、引退して種牡馬となった。種牡馬としてイギリスで数年供用されたのち、ロシア帝国に輸出された。

## 競走馬時代
オックスフォードシャー州チャドリントンのエイブラハム・タイサック・ローリンソンによって生産・所有され、チャドリントンの牧場厩務員 (stud groom) であったベン・ペインター (Ben Painter)によって調教が積まれた。誕生した1838年はヴィクトリア女王の戴冠式 (coronation) が挙行された年である。
コロネーションの父馬であるサーハーキュリーズは、1829年の第54回セントレジャーステークスで3着に入ったアイルランド産の競走馬である。種牡馬としても多数の活躍馬を出す大成功を収め、コロネーション以外の産駒に現代のサラブレッドのほとんどの父系祖先であるバードキャッチャー（1833年産）、2000ギニーステークス勝ち馬ザコルセア（The Corsair、1836年産）、セントレジャー勝ち馬フォアバラー（1841年産）などがいる。
コロネーションは体高16ハンドの、「ブラッド・ベイ」と呼ばれる赤味の強い鹿毛であった。1841年に「ファーマーズ・マガジン (Farmer's Magazine)」誌は、力強く先細りの頭部、筋肉質な肩、長い脚の「素晴らしい外観の動物」と評した。

### 2歳（1840年）
コロネーションは1840年の夏に2回出走した。初出走となったオックスフォード競馬場で8月18日に行われた2歳・3歳馬による4頭立てのスウィープステークス方式の未勝利戦を楽勝。続いてウォリック競馬場開催のスウィープステークスでも2着馬にクビ差で勝利した。コロネーションは「この年最良の2歳馬」と評価され、ブックメーカーは翌年のダービーのオッズを18/1（19倍）に設定した。

### 3歳（1841年）
3歳での初戦となったトライアルステークス（ウォリック競馬場）で強い勝ち方を見せ、コロネーションのダービーのオッズは4月15日に10/1（11倍）から9/1（10倍）へと引き下げられた。ダービーへ向けての準備として、ローリンソンはグロスターシャー州ノースリーチを拠点としていたプロ調教師アイザック・デイ (Isaac Day) の元へコロネーションを入厩させた。
5月26日にエプソム競馬場で行われた第62回ダービーステークスは29頭が出走した。発走数時間前に4/1（5.0倍）だったコロネーションのオッズは最終的に5/2（3.5倍）となった。鞍上は1834年にプレニポテンシャリーでダービーを制したパトリック・コノリーが務めた。
天候は暖かく晴れており、恒例の大観衆（「サンデー・タイムズ」紙は「国中のあらゆる階級・富・才能・美」を兼ね備えた「巨大な群衆」と表現した）が来場した。王族の台覧こそなかったが、4人の公爵・4人の侯爵・7人の伯爵らの貴族も観覧した。
6・7回におよぶ不正スタート（カンパイ）による長い遅延の後にスタートが切られた。コノリーはコロネーションを先団馬群のすぐ後ろに位置取らせて楽なペースでレースを進め、直線で有力馬が疲れ始めるとコロネーションを促して先頭に立たせた。抜け出したコロネーションは他馬に詰め寄られることもなく、2着馬ヴァンアンバーグ (Van Amburgh) に3馬身差をつけて快勝した。レース後、コロネーションは検量所で群衆に囲まれ、蹴り飛ばして一人を死亡させる事故を起こした。馬主のローリンソンは4,275ポンドの賞金に加え、8,000ポンドと推定される勝ち馬券を手にした。
6月8日のロイヤルアスコット（アスコット競馬場）では第7回アスコットダービー（後のキングエドワード7世ステークス）に出走、ヴィクトリア女王を含む観衆の前で単走（ウォークオーバー）で勝利した。古馬との初対戦となった8月18日のオックスフォードカップ (Oxford Cup、オックスフォード競馬場・2.4マイル) も、1/5（1.2倍）のオッズで優勝した。
ダービーにおけるコロネーションの圧倒的な勝ちっぷりから、9月14日の第66回セントレジャーステークス（ドンカスター競馬場）は賭けが成り立たないと言われるほどだった。出走馬11頭中でコロネーションのオッズは一番人気の1/2（1.5倍）で、対抗できるとみなされたのは初代ウェストミンスター侯爵ロバート・グローヴナーの持ち馬サティリスト（Satirist、オッズは5/1=6.0倍）だけだった。コロネーションは中盤で先頭に立ったが、ビル・スコットが騎乗するサティリストが直線で猛然と追い上げ、最後にコロネーションを交わし「クビ半分 (half a neck)」の差で勝利した。騎手のジョン・デイによると、コロネーションはセントレジャーに向けて「甘やかされた子供のように扱われ」、ドンカスターに向かう際も万全の調子ではなかったという。

## 種牡馬時代
コロネーションは種牡馬としては大きな成功を収めることはできなかったが、1849年の第36回1000ギニーステークスに優勝したザフリーを出している。また1845年産の牝馬ザブリティッシュクイーン (The British Queen) は繁殖牝馬として成功した。イングランドの種馬場で数年供用された後、コロネーションはロシアに輸出された。

## 血統表
| Coronationの血統          | Coronationの血統                                                                                               | Coronationの血統                                                                                               | （血統表の出典）                                                                                               | （血統表の出典） |
| 父系                      | エクリプス系                                                                                                   | エクリプス系                                                                                                   | エクリプス系                                                                                                   | [ § 2 ]          |
| 父 Sir Hercules 1826 青毛 | 父の父Whalebone 1807 黒鹿毛                                                                                    | Waxy | Pot 8 o's | Pot 8 o's        |
| 父 Sir Hercules 1826 青毛 | 父の父Whalebone 1807 黒鹿毛                                                                                    | Waxy | Maria |                  |
| 父 Sir Hercules 1826 青毛 | 父の父Whalebone 1807 黒鹿毛                                                                                    | Penelope | Trumpator | Trumpator        |
| 父 Sir Hercules 1826 青毛 | 父の父Whalebone 1807 黒鹿毛                                                                                    | Penelope | Prunella |                  |
| 父 Sir Hercules 1826 青毛 | 父の母Peri 1822 鹿毛                                                                                           | Wanderer | Gohanna | Gohanna          |
| 父 Sir Hercules 1826 青毛 | 父の母Peri 1822 鹿毛                                                                                           | Wanderer | Catherine |                  |
| 父 Sir Hercules 1826 青毛 | 父の母Peri 1822 鹿毛                                                                                           | Thalestris | Alexander | Alexander        |
| 父 Sir Hercules 1826 青毛 | 父の母Peri 1822 鹿毛                                                                                           | Thalestris | Rival |                  |
| 母 Ruby 1825 栗毛         | 母の父Rubens 1805 栗毛                                                                                         | Buzzard | Woodpecker | Woodpecker       |
| 母 Ruby 1825 栗毛         | 母の父Rubens 1805 栗毛                                                                                         | Buzzard | Misfortune |                  |
| 母 Ruby 1825 栗毛         | 母の父Rubens 1805 栗毛                                                                                         | Alexander Mare                                                                                                 | Alexander | Alexander        |
| 母 Ruby 1825 栗毛         | 母の父Rubens 1805 栗毛                                                                                         | Alexander Mare                                                                                                 | Highflyer Mare                                                                                                 |                  |
| 母 Ruby 1825 栗毛         | 母の母Williamson's Ditto Mare 1812 黒鹿毛                                                                      | Williamson's Ditto                                                                                             | Sir Peter | Sir Peter        |
| 母 Ruby 1825 栗毛         | 母の母Williamson's Ditto Mare 1812 黒鹿毛                                                                      | Williamson's Ditto                                                                                             | Arethusa |                  |
| 母 Ruby 1825 栗毛         | 母の母Williamson's Ditto Mare 1812 黒鹿毛                                                                      | Agnes | Shuttle | Shuttle          |
| 母 Ruby 1825 栗毛         | 母の母Williamson's Ditto Mare 1812 黒鹿毛                                                                      | Agnes | Highflyer Mare                                                                                                 |                  |
| 母系(F-No.)               | 26号族(FN:26)                                                                                                  | 26号族(FN:26)                                                                                                  | 26号族(FN:26)                                                                                                  | [ § 3 ]          |
| 5代内の近親交配           | Alexander：S4×M4, Woodpecker：M4×S5, Sir Peter：M4×S5, Eclipse：S5×S5×M5, Herod：S5×M5, Highflyer：S5×M5×M5×M5 | Alexander：S4×M4, Woodpecker：M4×S5, Sir Peter：M4×S5, Eclipse：S5×S5×M5, Herod：S5×M5, Highflyer：S5×M5×M5×M5 | Alexander：S4×M4, Woodpecker：M4×S5, Sir Peter：M4×S5, Eclipse：S5×S5×M5, Herod：S5×M5, Highflyer：S5×M5×M5×M5 | [ § 4 ]          |
| 出典                      | 1. 2. 3. 4. | 1. 2. 3. 4. | 1. 2. 3. 4. | 1. 2. 3. 4.      |

### 註釈
1. ↑  サー・ヘンリー・ローリンソンやジョージ・ローリンソン（英語版）の父。
2. ↑  「ジェントルマンズ・マガジン（英語版）」誌による[1]。「ファーマーズ・マガジン (Farmer's Magazine)」誌は姓をペインテン (Painten) とする[2]。